# Ludwig Augustinsson
Ludwig Augustinsson (født 21. april 1994 i Stockholm) er en svensk fodboldspiller (venstre back), der spiller for den belgiske klub Anderlecht på en lejeaftale fra Sevilla og for det svenske landshold. Han har tidligere spillet i bl.a. F.C. København, Werder Bremen, Aston Villa og Mallorca. 

## Klubkarriere
Ludwig Augustinsson debuterede som seniorspiller for IF Brommapojkarna i 2011. Den 6. januar 2013 skrev Augustinsson kontrakt med IFK Göteborg, som løb til udgangen af 2016, men underskrev i sommeren 2014 kontrakt med den danske klub F.C. København med virkning fra vinteren 2014/2015.
Han scorede i sin debut for FCK mod FC Vestsjælland den 22. februar og markerede sig hurtigt som en af ligaens profiler. I forårets 15 Alka Superliga-kampe lagde han op til 6 mål, og dermed blev han den spiller i sæsonen, der havde flest målgivende afleveringer pr. spillet minut.
I vinterpausen i sæsonen 2016-17 blev han solgt til tyske Werder Bremen, men med virkning fra sommeren 2017.

## Landsholdskarriere
Augustinsson havde pr. 31. marts 2015 spillet 30 landskampe for diverse svenske ungdoms-landshold. Han fik debut på det svenske A-landshold den 15. januar 2015, da Sverige besejrede Elfenbenskysten 2-0 i en venskabskamp i Abu Dhabi.